# 1923 في أستراليا
فيما يلي قوائم الأحداث التي وقعت خلال عام 1923 في أستراليا.

## سياسة

### تعيين في المنصب
- 9 فبراير – ايرل بيج أمين صندوق أستراليا [الإنجليزية]‏.
- 9 فبراير – ستانلي بروس رئيس وزراء أستراليا.

### انتهاء فترة المنصب
- 8 فبراير – ستانلي بروس أمين صندوق أستراليا [الإنجليزية]‏.
- 9 فبراير – بيلي هيوز رئيس وزراء أستراليا.

## رياضة
- 1 يناير – البطولات الأسترالاسية 1923

## مواليد

### فبراير
- 12 فبراير – ليكس دافيسون سائق سباق أسترالي.

### يونيو
- 20 يونيو – مارغو لي ممثلة أسترالية.[1]

### يوليو
- 8 يوليو – سام جونز سياسي أسترالي.

### ديسمبر
- 4 ديسمبر – فنسنت بال ممثل أسترالي.[2]
- 12 ديسمبر – كين كافانا